# Puyloubier
Puyloubier är en kommun i departementet Bouches-du-Rhône i regionen Provence-Alpes-Côte d'Azur i sydöstra Frankrike. Kommunen ligger  i kantonen Trets som ligger i arrondissementet Aix-en-Provence. År 2022 hade Puyloubier 1 780 invånare.

## Befolkningsutveckling
Antalet invånare i kommunen Puyloubier
Referens:INSEE